# Showtime
Showtime (cunoscut de asemenea ca Paramount+ with Showtime) este un canal de televiziune premium și proprietatea emblematică a Showtime Networks, o sub-divizie a Paramount Media Networks, o divizie a Paramount Global. Programele Paramount+ with Showtime includ filme teatrale, original seriale de televiziune originale, meciuri de box și arte marțiale mixte, speciale de stand-up comedie ocazionale și filme create pentru TV.
Cu sediul la Paramount Plaza, care este în partea de nord a districtului Broadway din New York City, Showtime operează opt canale multiplex lineare de 24 de ore; un serviciu tradițional de abonament video on demand și două platforne de streaming proprietare (oferta TV Everywhere a Showtime Anytime care a fost inclusă ca parte unui abonament la serviciul de televiziune linear Showtime și un serviciu over-the-top omonim) vândute direct către consumatorii exclusiv pentru streaming. În plus, marca Showtime a fost licențiată pentru folosire de către un număr de canale și platforme din întreaga lume incluzând Showtime Arabia (a fost fuzionat în OSN) în Orientul Mijlociu de Est și Africa de Nord, și de cea de acum defunctă Showtime Movie Channels în Australia.
Showtime este de asemenea vândut independent de distribuitorii de conținut over-the-top multicanal de programe video a la carte prin Apple TV Channels și Amazon Channels care prezintă conținut de librărie VOD și fluxuri în direct ale serviciilor de televiziune lineare ale Showtime (alcătuite din fluxurile canalului principal din Coasta de Est și de Vest; pentru clienții Amazon Video fluxurile din Coasta de Est își arată cele șapte canale multiplex). La data de septembrie 2018, programele Showtime au fost disponibile la aproximativ 28.567 de milioane de gospodării din SUA care au fost abonate la un furnizor de televiziune multiplex (28,318 de milioane din care primesc canalul principal Showtime la un minimum).

Logo-ul Paramount+ with Showtime folosit din 2024

Pe 30 ianuarie 2023, Paramount a anunțat planuri ca să integreze complet serviciul direct-către-consumator al Showtime cu nivelul premium al serviciului de streaming Paramount+; serviciul combinat se va fi numit Paramount+ with Showtime, înlocuind un pachet de streaming cu același nume care a fost lansat la mijlocul lui 2022. Fuziunea a luat loc pe 27 iunie 2023. Aplicația autonomă Showtime și-a încetat operațiunile pe 31 decembrie 2023, iar aplicația specifică de cablu Showtime Anytime și-a încetat operațiunile pe 14 decembrie 2023. Showtime a fost rebranduit în Paramount+ with Showtime pe 8 ianuarie 2024.

## Canale
Showtime funcționează cu opt canale în înaltă definiție.
- Showtime – Cele mai recente blockbustere, filme în premieră și seriale originale, precum și box și Bellator MMA.
- Showtime 2 – canal secundar, oferă și filme și seriale. Anterior a fost cunoscut sub numele de Showtime Too.
- Showtime Beyond – filme și seriale SF, fantasy și horror.
- Showtime Extreme – Filme de acțiune - aventură, dramă, gangsteri și arte marțiale. Programează mai mult de 60 de filme „extreme” în fiecare lună și duminica, o sesiune dublă axată pe o stea de acțiune diferită în fiecare săptămână.
- Showtime Family Zone – Programare orientată spre familie, inclusiv filme premiate și seriale originale.
- Showtime Next – Serviciu interactiv destinat adulților cu vârste cuprinse între 18 și 24 de ani. Showtime Next oferă filme în premieră (peste 50 în fiecare lună), filme originale, scurtmetraje și filme animate.
- Showcase – similar cu Showtime 2, oferă spectatorilor mai multe oportunități de a vedea filme și originale în premieră. A fost cunoscut anterior ca Showtime 3 .
- Showtime Women – Destinat femeilor, oferă blockbustere, seriale și spectacole de tip „în culise”. Filmele cuprind diverse genuri, cum ar fi acțiune-aventura, dramă, comedii și thrillere.

## Serviciul de streaming
La 3 iunie 2015, CBS Corporation, compania mamă din acel moment a Showtime, a anunțat că va lansa un serviciu video la cerere cu abonament, care va fi distribuit ca ofertă de sine stătătoare, fără cerința de a avea un abonament de televiziune existent (în felul ofertei OTT a concurentului HBO, HBO Now). Serviciul oferă un catalog de episoade din diferite seriale originale Showtime încheiate și prezente (cu noi episoade din seriale originale Showtime fiind disponibile pentru streaming în aceeași zi cu difuzarea lor originală pe canalul liniar principal Showtime).
În Europa, Showtime Networks a lansat în colaborare cu Comcast (prin intermediul Sky Group) un serviciu de streaming denumit SkyShowtime care a devenit disponibil și în România din februarie 2023.